# Hisamuddin Alam Shah

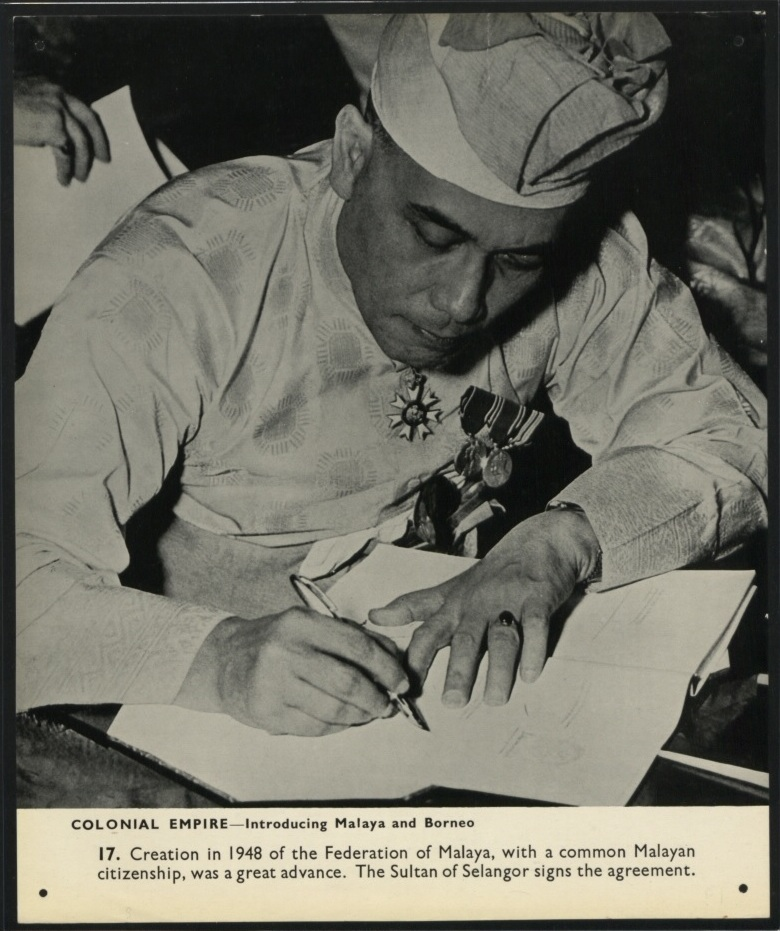
Hisamuddin Alam Shah, 1948

Hisamuddin Alam Shah ibni Almarhum Sultan Alaiddin Sulaiman Shah, KCMG (* 13. Mai 1898 in Selangor; † 1. September 1960 in Kuala Lumpur) war ein malaysischer Adeliger, der sowohl von 1938 bis 1942 als auch von 1945 bis 1960 Sultan des Bundesstaates Selangor war und vom 14. April bis zu seinem Tod am 1. September 1960 als zweiter Wahlkönig Malaysias (Yang di-Pertuan Agong) amtierte. Mit einer Regentschaft von nur 139 Tagen hatte er die kürzeste Amtszeit von allen bisherigen siebzehn Wahlkönigen.

## Leben

### Herkunft, Thronfolgestreitigkeit und erstes Sultanat
Hisamuddin Alam Shah war der älteste Sohn von Alaeddin Sulaiman Shah, der von 1898 bis 1938 Sultan von Selangor war, sowie einer Bürgerlichen. Während des Besuchs des Malay College Kuala Kangsar war er 1929 maßgeblich an der Gründung der Malay College Old Boys Association (MCOBA) beteiligt. 1931 wurde er mit dem Titel Tengku Laksamana geehrt. Kurz darauf kam es zu einem Disput um die Thronfolge, da Sultan Alaeddin Sulaiman Shah zwei ältere Söhne mit einer Prinzessin von Kedah hatte: Tengku Musa Eddin und Tengku Badar Shah. Musa Eddin wurde bereits 1903 mit dem Titel Tengku Mahkota geehrt und 1920 als Raja Muda Kronprinz und damit Thronfolger.
Allerdings kam es durch die Einwirkung von Theodor Samuel Adams, dem britischen Residenten in Selangor, dazu, dass Kronprinz Musa Eddin wegen angeblichen Fehlverhaltens als Raja Muda abgesetzt wurde. Adams beschuldigte den Kronprinzen verschwenderisch, angeberisch und spielsüchtig zu sein, während zahlreiche Einwohner Selangors glaubten, dass der wahre Grund für die Absetzung des Kronprinzen die Verweigerung der Anweisungen des Residenten war. Obwohl sich Sultan Alaeddin Sulaiman Shah zu Gunsten des Kronprinzen einsetzte und sich sogar direkte Gespräche mit dem britischen Kolonialminister in London führte, wurde Hisamuddin Alam Shah als dritter Sohn – und damit unter Übergehung des zweiten Sohnes Prinz Badar Shah – am 20. Juli 1936 zum Raja Muda und Thronerben ernannt.
Vier Tage nach dem Tode seines Vaters wurde er Hisamuddin Alam Shah am 4. April 1938 zum fünften Sultan von Selangor proklamiert und am 26. Januar 1939 in einer von seinem ältesten Bruder Musa Eddin geleiteten Zeremonie in der königlichen Residenzstadt Klang zum König gekrönt. Nach seiner Krönung wurde er 1938 zum Knight Commander des Order of St Michael and St George ernannt.
Nach der Besetzung Selangors durch die Kaiserlich Japanische Armee führte er am 15. Januar 1942 Gespräche mit Generalmajor Minaki und Oberst Fujiyama, dem Militärgouverneur Selangors, in Kuala Lumpur und gab zu, dass er sich durch den Einfluss des britischen Residenten zu Gunsten Großbritanniens ausgesprochen hatte. Daraufhin musste er die Herrschaft als Sultan von Selangor an seinen ältesten Bruder Musa Eddin übergeben, der im November als Musa Ghiatuddin Riayat Shah zum sechsten Sultan Selangors proklamiert wurde. Hisamuddin Alam Shah lehnte eine Zusammenarbeit mit der japanischen Besatzungsmacht ab und verzichtete auch ab 1943 auf die ihm und seinen Kindern von den Japanern angebotene Apanage.

### Zweites Sultanat und zweiter Wahlkönig Malaysias
Die Rückkehr britischer Truppen nach Malaysia 1945 führte dazu, dass er ein zweites Mal Sultan wurde, während der bisherige Sultan Musa ins Exil auf die Kokosinseln ging. Am 1. März 1946 war er Vorsitzender des ersten Malay Unity Congress in Kuala Lumpur, der entscheidend für die Gründung der United Malays National Organisation (UMNO) war, der größten und zugleich wichtigsten Regierungspartei des Landes. Die Organisation des Kongresses lag bei dem Schriftsteller und Präsidenten der Selangor Malay Society (PMS), Zainal Abidin Ahmad, einem Kritiker der britischen Herrschaft. 1952 unternahm er als erster malaysischer Fürst eine Haddsch nach Mekka.
Zur Vorbereitung der Unabhängigkeit der Föderation Malaya von Großbritannien am 31. August 1957 wurde er am 3. August 1957 zum Vizekönig gewählt und damit zum Vertreter des ersten Yang di-Pertuan Agong Abdul Rahman.
Nach dessen Tod vor Ablauf der fünfjährigen Wahlregentschaft am 1. April 1960 wurde Hisamuddin Alam Shah dessen Nachfolger als zweiter Wahlkönig und trat seine Regentschaft als Yang di-Pertuan Agong am 14. April 1960 an. Am 1. September 1960, dem Tag seiner offiziellen Krönung, verstarb er jedoch in Kuala Lumpur und wurde anschließend am 3. September 1960 im Königlichen Mausoleum in der Nähe der Sultan Sulaiman Moschee in Klang beigesetzt.
Nachfolger als dritter Wahlkönig Malaysia wurde daraufhin am 21. September 1960 der Raja von Perlis, Syed Putra, der als erster König eine reguläre fünfjährige Amtszeit beendete. Als achter Sultan von Selangor folgte ihm sein Sohn Salahuddin Abdul Aziz, der zwischen 1999 und 2001 elfter Wahlkönig Malaysias war und wie sein Vater im Amt verstarb.